# 김종훈 (과학자)
김종훈(Jeong H. Kim, 1960년 8월 13일~)은 대한민국의 미국에서 활동하는 기업인이자 과학자이다. 알카텔-루슨트의 최고전략책임자(CSO)이자 벨 연구소 소장을 지내고 2013년 2월에 대한민국의 제18대 대통령직인수위원회에 의해 미래창조과학부 장관 후보자로 지명되었으나 2013년 3월 4일 장관 후보직을 사퇴하였다.

## 생애

### 유년시절
김종훈은 서울에서 태어나 어린 시절부터 가난을 겪으며 성장했다. 5세 무렵 부모님의 이혼과 아버지의 재혼으로 의붓 어머니와 살게되었다. 숭덕국교 및 고려중학교를 나왔다.
1975년, 14살의 나이로 미국 메릴랜드주로 이민을 갔으나 힘든 생활은 계속되었다. 이민 전까지 영어를 한 마디도 못했던 수줍음이 많아 학교에 적응이 쉽지 않았다. 미국 아이들은 중국인, 혹은 일본인이 아니냐며 놀려대기 일쑤였고, 점심값 50센트가 없어서 정부에서 빈민들에게 나눠주는 식권으로 끼니를 때워야 했지만 창피한 마음에 점심을 거르는 날이 더 많았다. "그 나이에는 그게 왜 그렇게 싫었는지 모르겠어요. 내가 돈이 없어서 공짜 밥 먹는다는 게. 그래서 이제 밥 안 먹는 이유를 대요. 밥 안 먹기도 힘들어요. 모르는 사람들이 있으면 살짝 보여줘서 먹고. 사실 아무 것도 아닌 일인데..."라고 당시 일을 회고하였다. 당시 스트레스가 심하여 집에 올 때면 항상 코피가 났다고 후에 회고하기도 하였다. 어눌한 영어실력 탓에 고교 시절 학교 감사관은 지능이 떨어지는 것 아니냐며 별도로 IQ 검사를 받게 했다. 하지만 분석력과 이해력이 뛰어나고, 기억력은 그것만 못하다는 결과가 나왔고 이로 인해 "외울 게 많은 의사는 안 되겠군. 말도 못하니 변호사도 어림없지. 천상 물리학자나 공학자가 되어야겠다"고 진로를 결정하였다. 그는 생계 유지를 위해 다양한 아르바이트를 했다. 신문 배달, 식당 주방보조, 잔디 제거, 슈퍼 계산대 점원 등으로 일했다. 가정 생활 역시 악화되고 17세에 아버지에 의해 집에서 쫓겨나게 되었다.
그의 고등학교 선생이었던 댄 브레든(Dan Bredon)은 그의 처지를 알고는 자신의 집 지하실에 월세를 내고 살게 해주었다. 수 년 후 벤처 사업가로 큰 성공을 거둔 그는 이 선생의 이름을 기념하여 고등학교에 기부를 하게 된다. 1978년, 수학선생은 그에게 애플의 PC를 보여주었다. 그는 즉시 여기에 빠져들었고 "스티브 잡스가 했는데 내가 못하란 법은 없지"하며 꿈을 키웠다. 그의 가난과 재능을 안쓰럽게 여긴 교장은 조기 졸업을 허락했다.

### 대학생활
고교를 전교 2등으로 졸업한 그는 명문 존스 홉킨스 대학교 전자공학과에 장학금을 받고 진학, 3년 만에 우등으로 졸업했다. 그는 대학시절 강의를 제대로 이해하지 못하는 경우가 많아 부족한 부분은 책을 통해 별도로 보충해야 했다. 그의 부지런함과 집중력은 대학 친구들도 익히 알고 있었다고 한다. 논문을 쓰다가 배가 고파 시계를 보니 2시였기에 점심을 먹기 위해 도서관을 나와 보니 새벽 2시였다는 일화가 있다. "밝을 줄 알고 나갔는데 깜깜했다"며 "12시간을 도서관에 앉아 집중하며 논문을 쓰다보니 시간이 그렇게 흘렀는지 몰랐다"고 회고했다. 이 과정에서 첨단 분야에 눈을 뜨기 시작 그는 후에 인터뷰에서 "대학시절 컴퓨터에 미쳐서, 애플의 스티브 쟙스가 초기 PC 개발했을 무렵 저건 세상을 바꿀 기술이라고 느끼고 내 자신의 컴퓨터 만들고 싶었어요, 컴퓨터에 대단히 쏠려 있었습니다"고 말하였다.

### 군복무
존스 홉킨스 대학교 졸업 후 미국 해군에 입대하여 7년 동안 원자력 잠수함 승선 장교로서, 국방부 핵무기연구소 원자에너지 계획.정책 장교로 복무했다. 군 복무 중 존스 홉킨스 대학교로부터 기술 경영학 석사 학위를 취득했다. 전역 후 그는 AlliedSignal에서 수석 프로젝트 엔지니어로 1991년에서 1993년까지 근무를 하였고, 1991년, 메릴랜드 대학교가 최초로 수여한 신뢰성 공학 박사학위를 2년만에 취득하였다.

### 경력

#### 유리시스템즈
1992년, 타 시스템간의 능률적 전기 의사소통에 대한 연구를 위해 '인터그레이티드 시스템스 테크놀로지'를 창업했다. 이후 1996년 본인 딸의 이름을 따 유리시스템즈(Yurie Systems)로 사명을 변경했다. 그는 군에서 사용될 수 있는 강력한 야전 시스템에 걸쳐 음성, 자료와 영상의 전송을 허용할 수 있는 시스템을 개발하는데 성공하였다. 그 기간은 김종훈의 기업가적 위험 감수의 절정을 보여주었는데, 자택을 담보로 4십만 달러를 빌렸고, 그의 신용카드를 최대 한도로 쓰기도 했다. 곧 무선 장치를 위한 비동기 전송 방식 스위치 개발을 이끌었다. 김종훈은 그의 고등학교 수학 선생님 회사 모시기도 하였으며, 전 미 국방장관 윌리엄 페리를 이사로 영입하였다. 이내 방위 계약에서 상용에 비동기 전송모드(ATM)의 표준을 지렛대로 삼는 것에 대한 잠재성을 인정 받으면서, 1997년까지 그는 기술 기업가들 사이 가장 인정받는 인물이 되었다.
이러한 유리시스템즈를 본 한국의 모 대기업은 한국인이 대표로 있는 작은 미국 기업을 어떻게 믿겠느냐며 무시한 일화가 있다. 하지만 이러한 기대와는 달리 회사는 매우 성공했으며, 1997년 기업 공개 이후, 1998년, 루슨트 테크놀로지 (Lucent Technologies)에 11억 달러에 매각한다. 1998년, 포브스지는 미국 400대 갑부에 김종훈을 선정하였으며, 당시 그의 재산은 5억 6천만달러, 한화 약 6천 600억원이었다. 1999년 포춘이 발표한 "미국 40세 이하 부자" 랭킹 선정 당시 재산은 약 4억 3천만달러, 한화 5천 200억원이었다. 그는 회사 매각 당시 임직원들에게 주식의 40%를 나눠주었고, 이에 20명 이상의 직원이 백만장자 반열에 합류하게 되었다. "아무리 잘나고 똑똑하다 해도 혼자서 할 수 있는 것은 아무것도 없으며, 훌륭한 팀워크만이 성공의 길이다"라는 게 그의 생각이었다.

#### 알카텔-루슨트
매각 이후 루슨트의 광대역 캐리어 네트워크 부문 사장으로 임명되었으며, 메릴랜드 대학교의 신뢰성 공학 및 전자공학 교수로 임명되었던 2001년까지 재직하였다.

##### 벨 연구소 소장
2001년, 루슨트 테크놀로지를 떠나 메릴랜드 대학교의 교수가 되었고, 2005년 루슨트 테크놀로지를 인수한 벨 연구소의 소장(President)으로 합류하였다. 전화기를 발명한 그레이엄 벨의 이름을 따 설립된 벨 연구소는, 13명의 노벨상 수상자를 배출하면서 미국의 자존심으로 꼽히는 세계적인 전기통신 및 기초과학기술 연구소이다. 루슨트는 그의 혁신, 도전정신을 높이 샀고, 시장 변화에 따라가지 못하는 연구소에 새 바람을 불러 일으키고자 그를 영입하려고 하였다. 하지만 김 내정자는 몇 차례 고사했다. 벨 연구소 역사상 소장 제의를 거절한 사람은 그가 처음이었다. "아직은 자격이 부족하다"는 게 거절 이유다. 결국 루슨트측의 삼고초려 끝에 2005년, 그는 벨 연구소의 수장에 올랐다. 벨 연구소 최초 외부인이자 최연소 수장이다. 김 내정자 부임 이후 연구소는 급격히 달라졌는데, 기술을 통합하는 팀과 제품을 빨리 만들어 시장에 투입하는 벤처팀을 만드는 등 상용화 전략을 펼치면서, 벨 연구소를 위기에서 구한 최고의 리더로 평가받고 있다. 그는 2012년 7월 모기업 알카텔-루슨트의 최고전략책임자(CSO)직을 겸하면서 회사 전략 부문을 총괄하였다. 연구소를 다시 일으켜 세운 자신의 일에 대해 "저는 이 일이 쉬워서 맡은게 아닙니다. 이 일이 어렵기 때문에 맡은 것입니다"라고 말했다.

#### 기타 경력
1998년, 코리아 소사이어티(Korea Society)는 우호적인 한미관계 발전에 세운 공을 기리기 위해 밴 플리트상을 수여했다. 메릴랜드 대학교는 Innovation Hall of Fame Award를 수여했으며, 그의 이름을 딴 공대 건물인 〈Jeong H. Kim Engineering and Applied Sciences Building〉을 설립하였다. 또한 나스닥 상장 청문 재심위원회(NASDAQ Listing and Hearing Review Council), 존스 홉킨스 대학교 등 여러 기업 및 비영리 기구의 이사직은 역임 한 바 있다.
한국에는 2000년대 초반 유리자산운용을 설립한 바 있다.

### 기부활동
윌리엄 페리 전 국방장관의 이름을 따 스탠퍼드대 한국학 석좌교수직을 만들었으며, 2007년에는 그와 함께 북한 개성공단을 방문하기도 했다. 또한 메릴랜드 대학에 큰 기부를 하였으며, 그는 현재 워싱턴 시민을 위한 스포츠 팀을 만들기 위해 농구팀과 하키팀인 워싱턴 위저드와 워싱턴 캐피털의 공동 구단주로 활동하고 있다.

## 대한민국 장관 지명 및 사퇴
2013년 2월, 제18대 대통령직인수위원회에 의해 대한민국의 미래창조과학부 장관으로 지명되었다. 야당은 곧 장관 내정자로서의 청문회 시작 전부터 김 내정자에 대한 많은 의혹을 제기하였고, 내정자 임명 17일 후인 3월 4일, 김종훈은 내정자직을 자진 사퇴하고 다음 날 미국으로 출국했다. 미국으로 돌아간 김종훈은, 3월 20일 조선일보와의 인터뷰에서 "나는 순진했다"고 한국에서의 감회를 밝혔다. 그는 "한국 정치권과 관료사회의 변화에 대한 저항세력들이 국적 문제와 국가에 대한 충성심 부족 가능성을 이유로 나의 장관 임명을 반대했다"고 주장했다. 또한 그는 자신이 자진 사퇴한 이유에 대해 "한국의 정치와 비즈니스 환경에서 이방인인 내가 장관직을 수행할 수 없다는 것이 명백해져 포기했다"고 말했다.

## 개인 생활
1987년 결혼하여 두 딸을 두었다.